# Adolf III van Schauenburg en Holstein
Adolf III van Schauenburg en Holstein (?, 1160 - Schauenburg, 3 januari 1225) was de zoon van Adolf II van Holstein en van Mathilde van Schwarzburg-Käfernburg.

## Geschiedenis
Hij volgde zijn vader op jonge leeftijd op als graaf van Holstein en Schauenburg en regeerde de eerste jaren onder de voogdij van zijn moeder en zijn stiefvader, Hendrik van Orlamünde.
Volwassen geworden koos hij partij voor Frederik I en verdreef hij Hendrik de Leeuw uit zijn graafschap. Holstein kwam nu onder rechtstreeks bestuur van de keizer en niet meer van het hertogdom Saksen. In 1192 kwam hij Waldemar, de bisschop van Sleeswijk, te hulp in diens strijd tegen koning Knoet VI van Denemarken. In 1193 overmeesterde Knoet VI met massaal troepengeweld Holstein. Adolf diende vrede te sluiten en moest een grote geldsom betalen. In 1195 ging Adolf met Otto II van Brandenburg en de bisschop van Bremen opnieuw de strijd aan tegen Knoet VI maar ook deze keer verloor hij het pleit. Hij moest een vernederende vrede aanvaarden en moest Ditmar en het belangrijke Rendsburg, aan de grens met Sleeswijk, afstaan.
In 1201 vielen de hertogen van Mecklenburg, Burwin en Niclot, Holstein binnen en plunderden het land. Ze werden door Adolf teruggedrongen waarbij Niclot omkwam. In een nieuwe strijd met de Denen werd Adolf gevangengenomen en tot in 1203 in Denemarken vastgehouden. Hij werd slechts vrijgelaten op voorwaarde dat hij zijn aanspraken op Holstein liet vallen. Adolf trok zich terug in Schauenburg alwaar hij in 1225 overleed.

## Huwelijk en kinderen
Hij was gehuwd met Adelheid van Assel en met Adelheid van Querfurt, en was de vader van:
- Adolf IV
- Koenraad
- Bruno, bisschop van Olmütz
- Mathilde
- Margaretha